# Гордешола
Гордешола, Гордехуела (баск. Gordexola (офіційна назва), ісп. Gordejuela) — муніципалітет в Іспанії, у складі автономної спільноти Країна Басків, у провінції Біская. Населення — 1741 особа (2009).
Муніципалітет розташований на відстані близько 310 км на північ від Мадрида, 15 км на південний захід від Більбао.
На території муніципалітету розташовані такі населені пункти: (дані про населення за 2009 рік)
- Ірацагоррія: 126 осіб
- Сандаменді: 972 особи
- Сальду: 171 особа
- Субієте: 472 особи

## Демографія
Динаміка населення (INE ):

## Галерея зображень

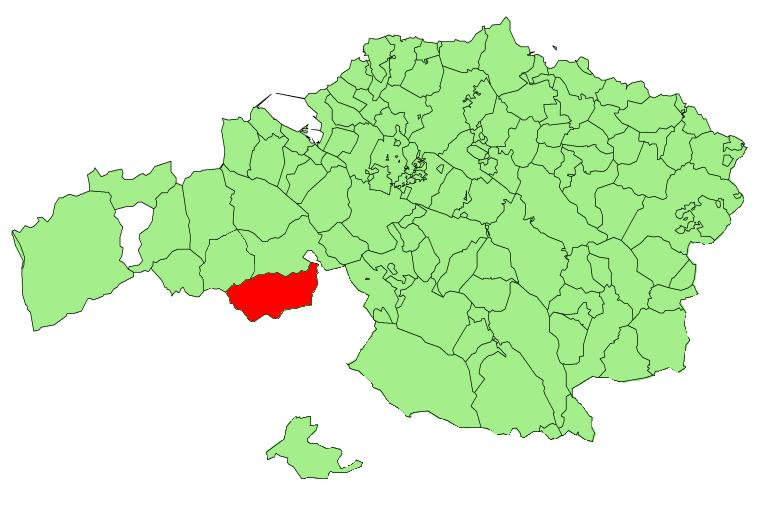
Розташування муніципалітету
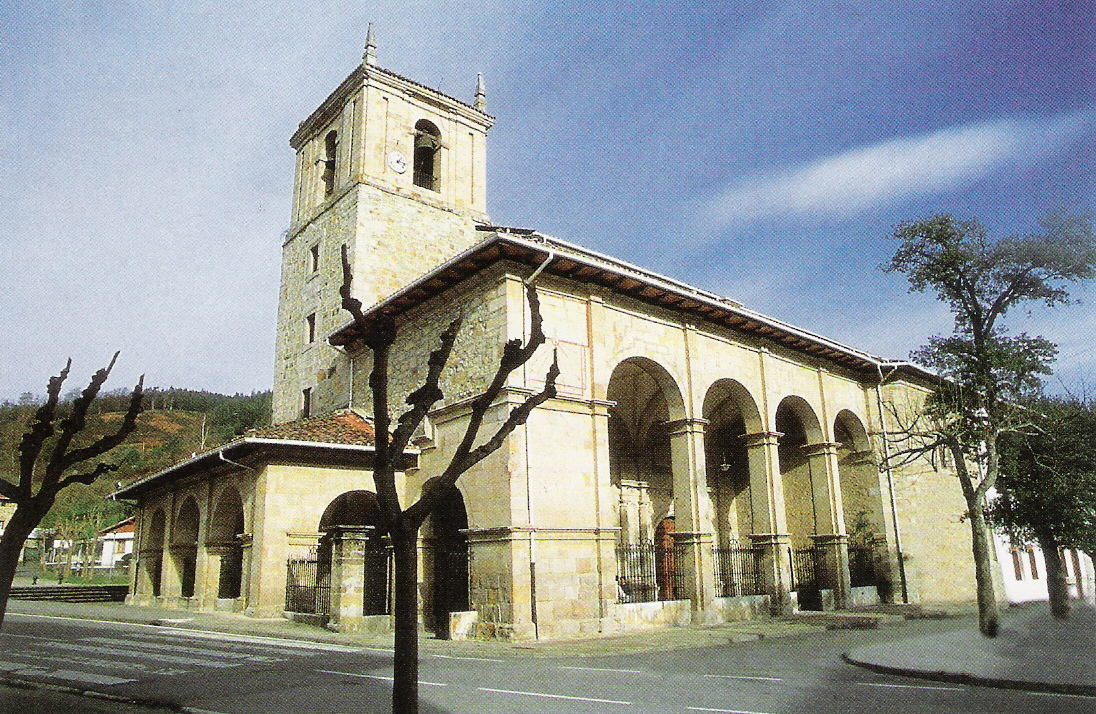
Церква Сан-Хуан-де-Молінар